# 國立首爾顯忠院

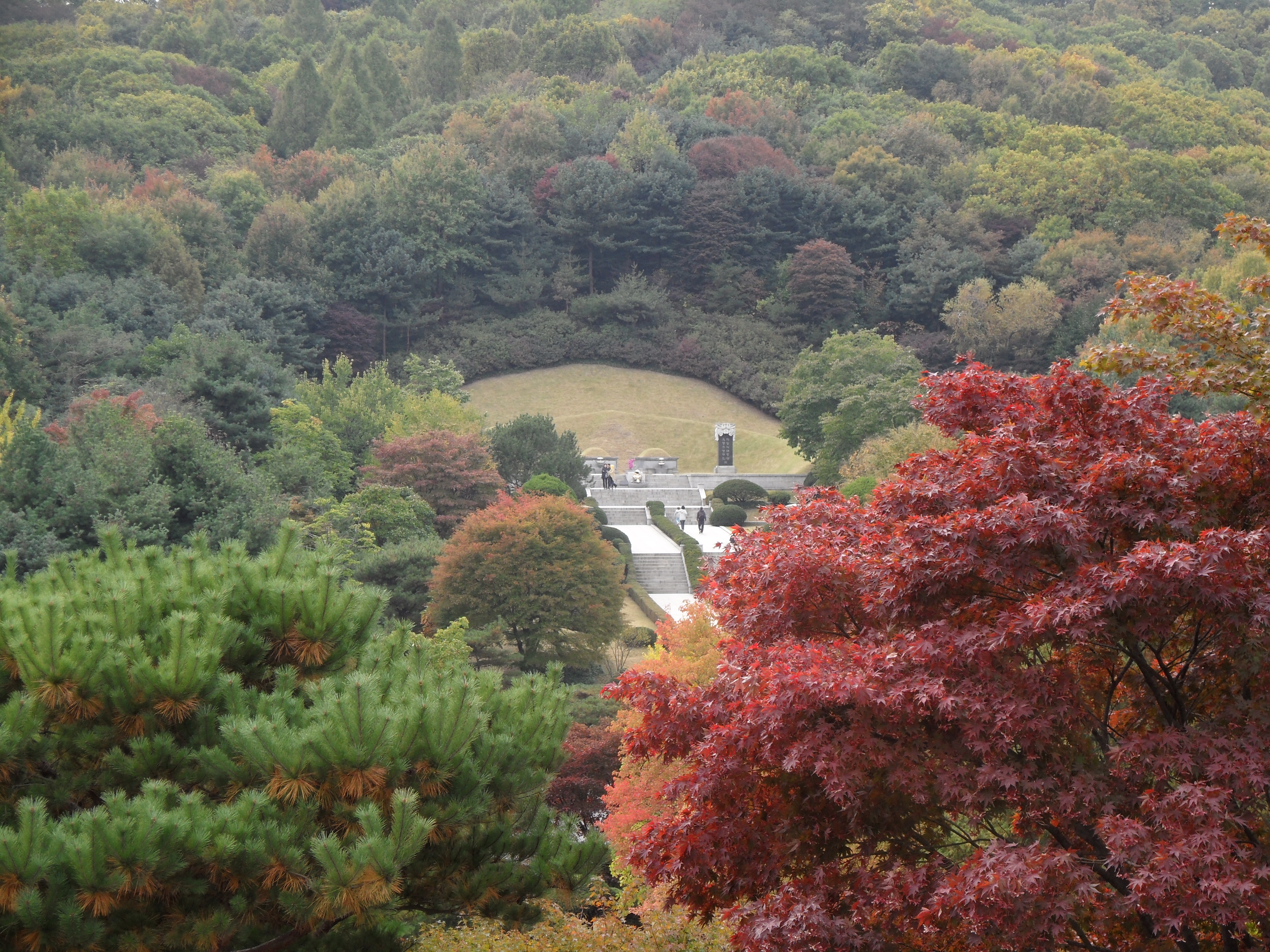
國立首爾顯忠院總統陵園（遠處為朴正熙總統夫婦之墓）

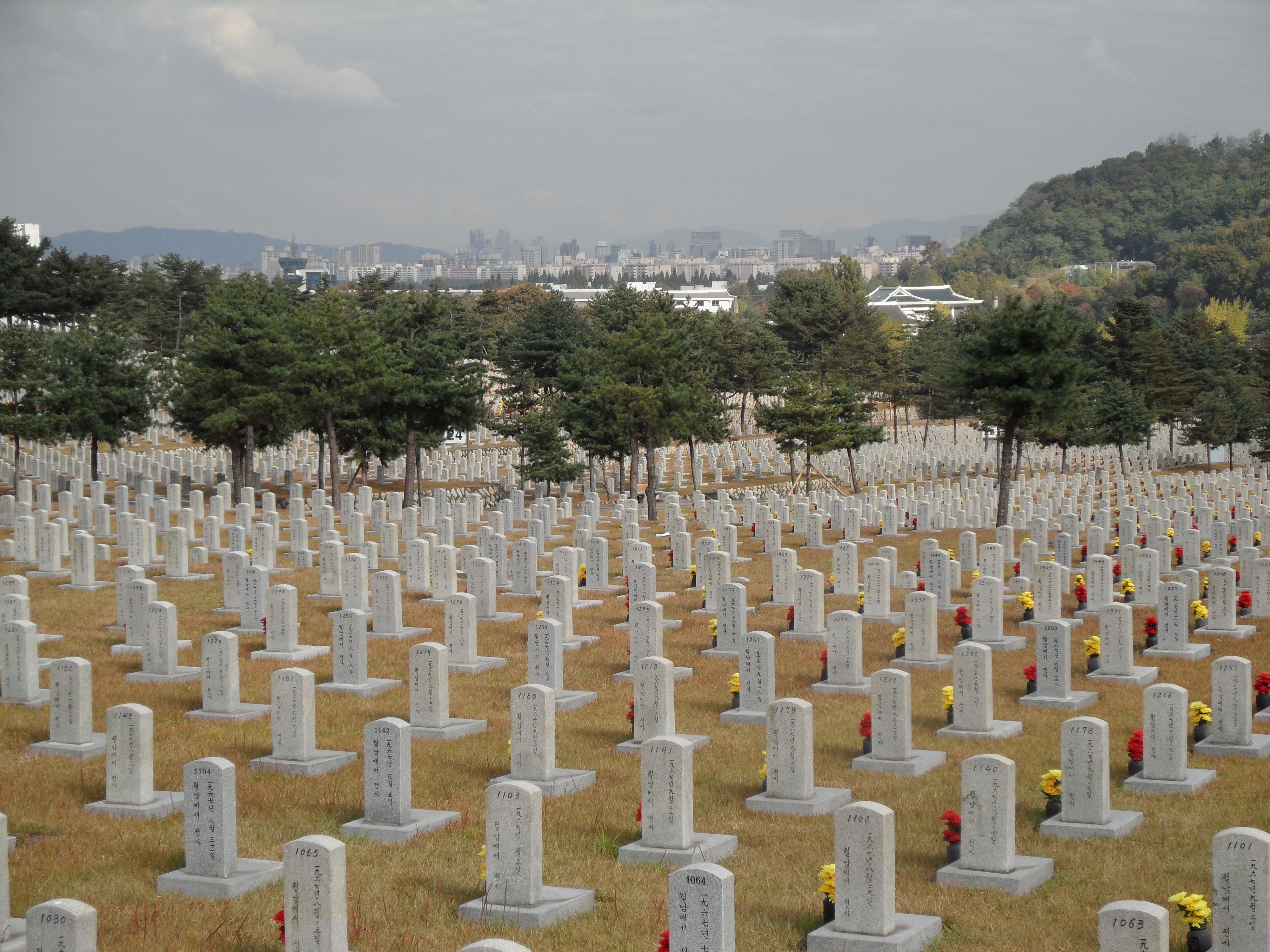
國立首爾顯忠院26號墓區

國立首爾顯忠院（韩语：／），大韓民國國防部所屬機關，位於韓國首爾特別市銅雀區銅雀洞顯忠路210號，由首任總統李承晚成立於1956年。
國立首爾顯忠院是大韓民國國軍軍人墓地，包括韓國獨立運動、韓戰和越南戰爭殉職的軍人。只有三名外籍人士埋葬於此地，分別是參加過三一運動的加拿大人弗朗西斯·斯科菲尔德（1889－1970）以及參加過韓戰的華僑姜惠霖（1925－1951）和魏緒舫（1923－1989）。
在已故的大韓民國總統中，李承晚與李富蘭夫婦、朴正熙與陸英修夫婦、金大中（2009年8月23日）與李姬鎬（2019年6月14日）夫婦、金泳三（2015年11月26日）與孫命順（2024年3月11日）夫婦皆安葬在顯忠院的總統陵園内；而尹潽善、崔圭夏、全斗煥、盧泰愚、盧武鉉几位已故總統则未安葬於此。
顯忠院墓區依照愛國志士、國家功臣、國家有功者、將士（將校、士兵）、警察墓地等類別分區，內部興建有顯忠塔、顯忠門、忠誠噴水池、顯忠池、顯忠館（電影館）、照片展示館、遺物展示館、公園等設施，每年於6月6日顯忠日當天舉行盛大的全國性追思活動。在通常情況下，除特殊日子，顯忠院皆開放公眾到訪。
首爾顯忠院落成之時，漢江江南一帶仍未發展，四野皆為農田。到後來首爾政府開發江南為副都心，銅雀區就正好夾在商業中心的江南區和法政中心的汝矣島之間，已沒有擴建的可能。加上顯忠院以外還有愛國先烈之墓及昌嬪安氏墓所包圍，令政府要另建國立大田顯忠院。

## 圖錄

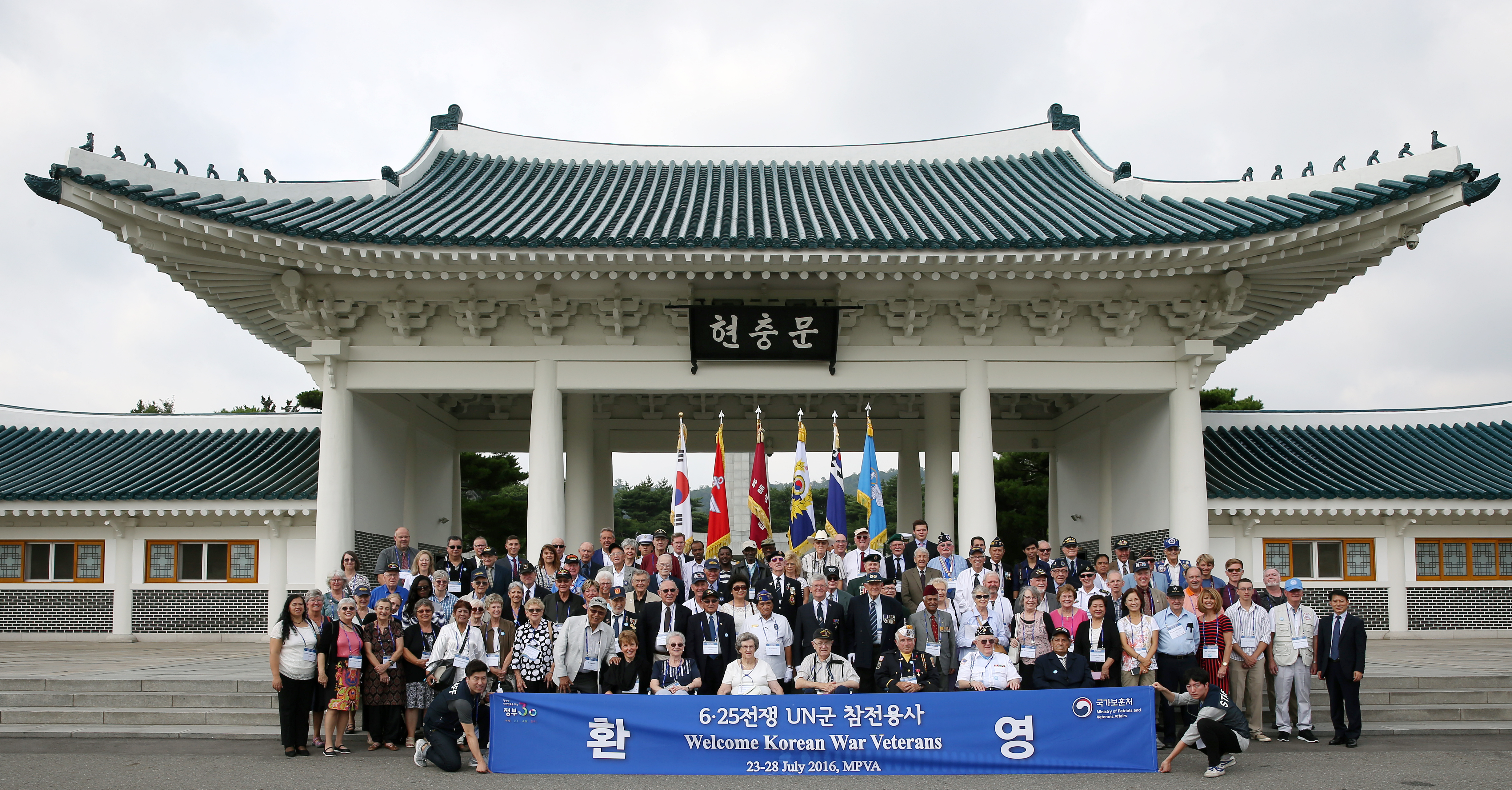
顯忠門
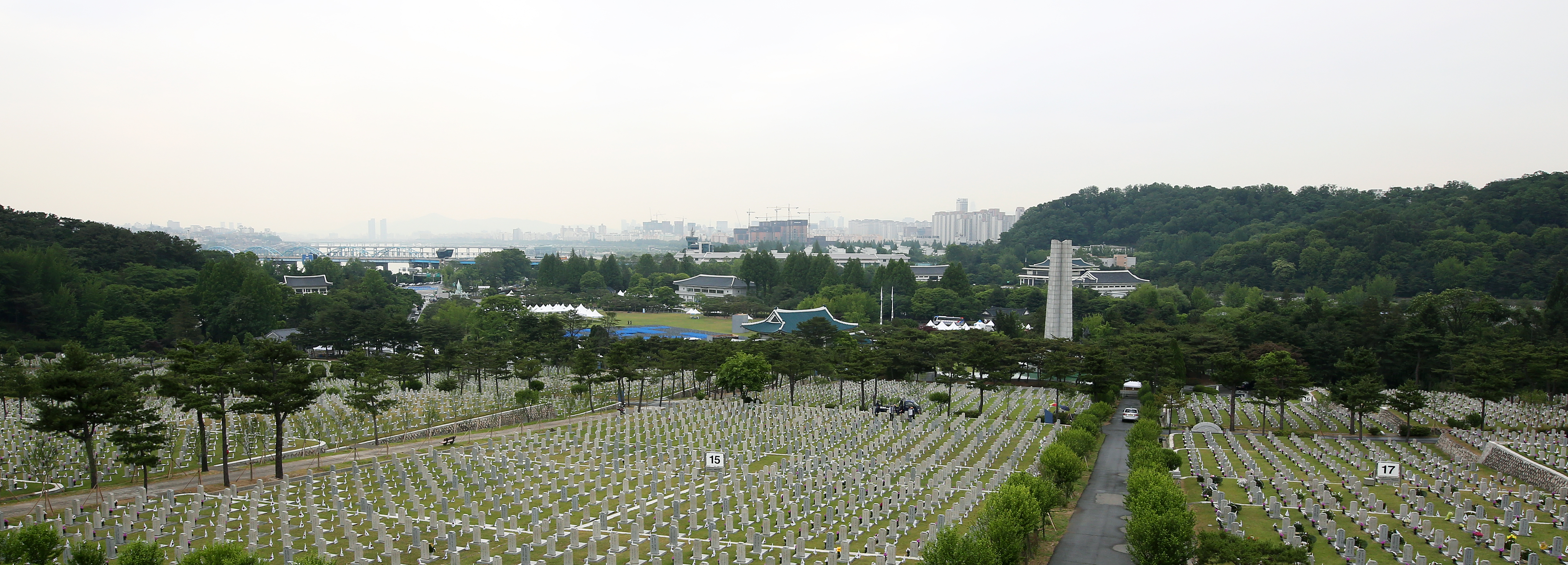
墓區全景
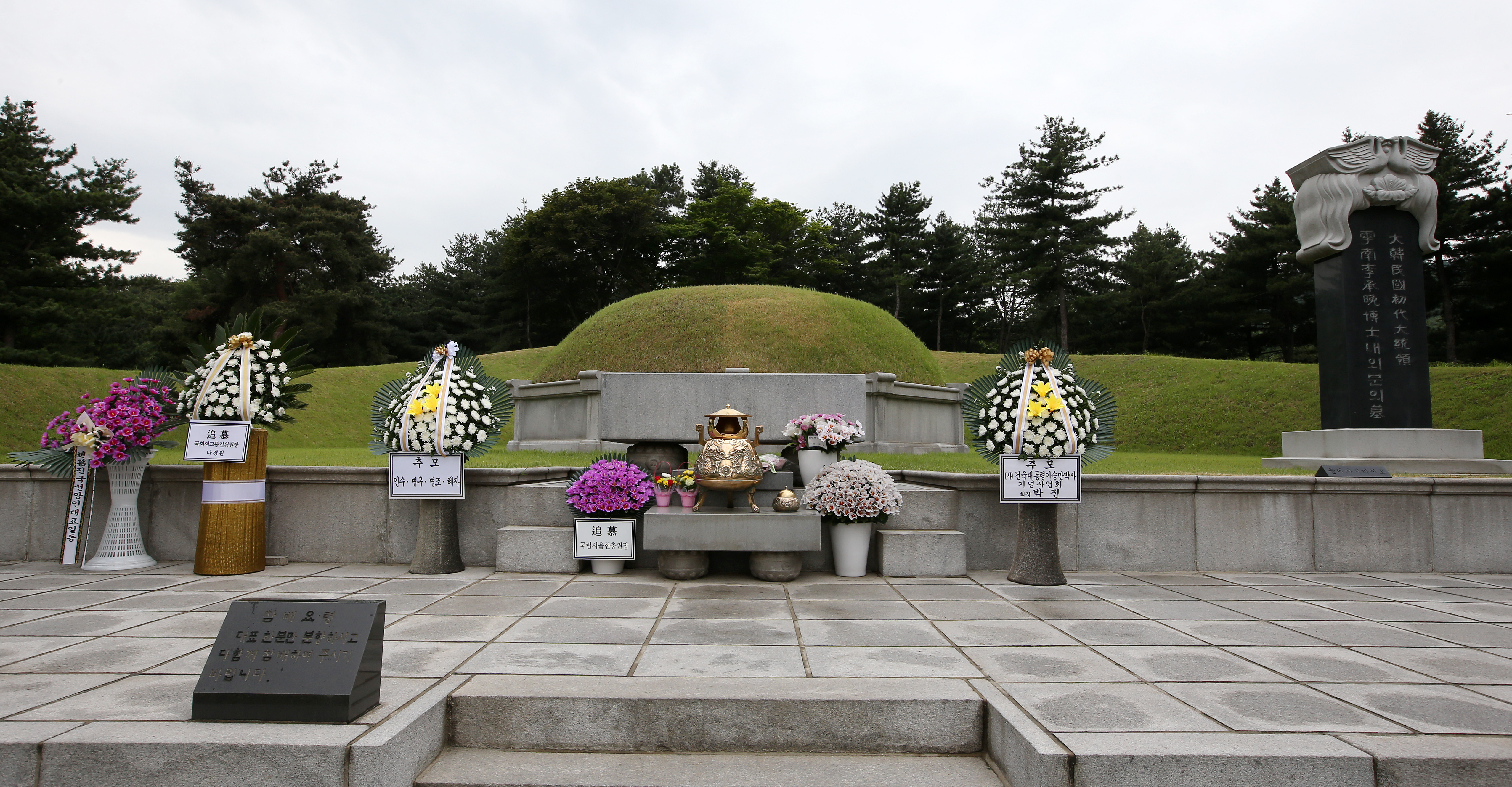
李承晚總統夫婦之墓
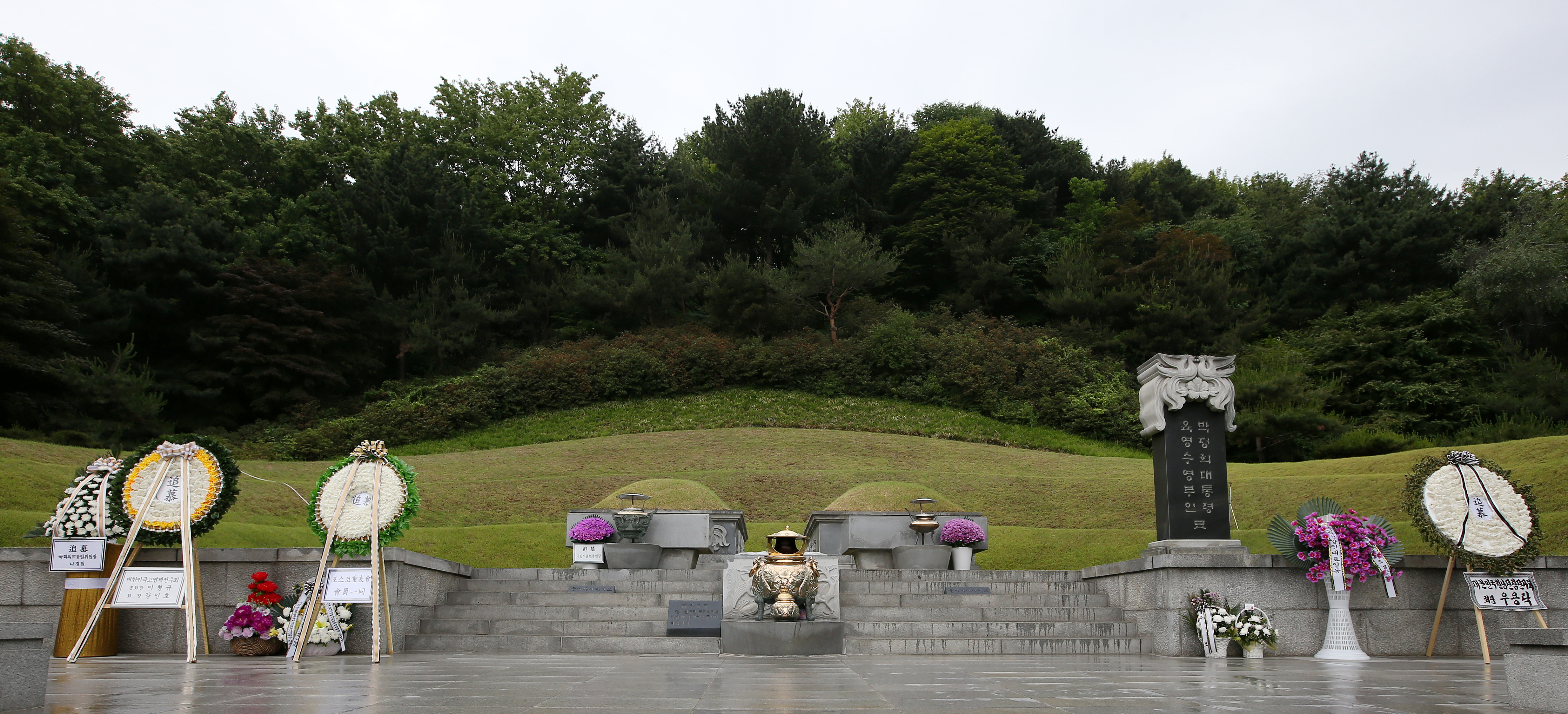
朴正熙總統夫婦之墓
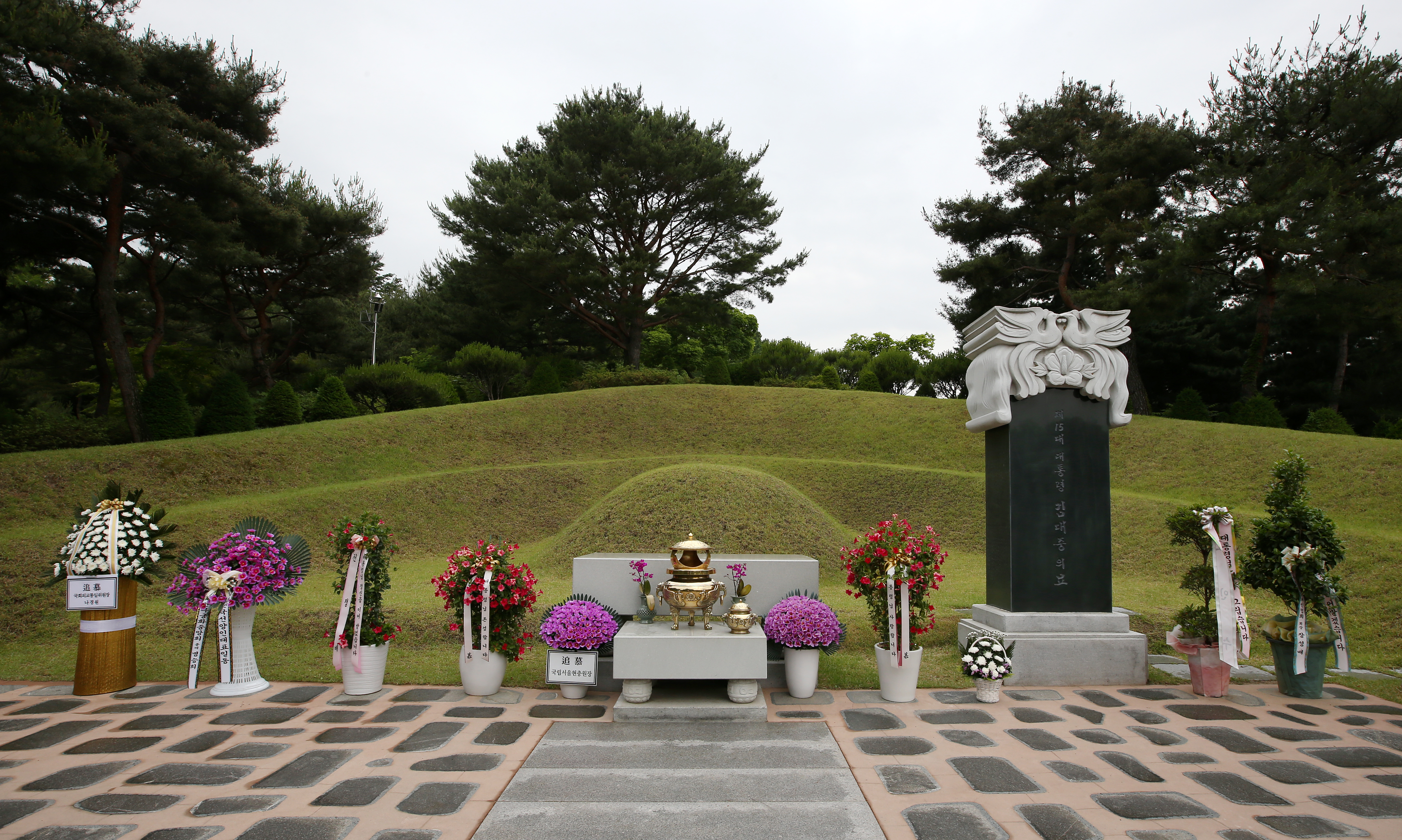
金大中總統之墓
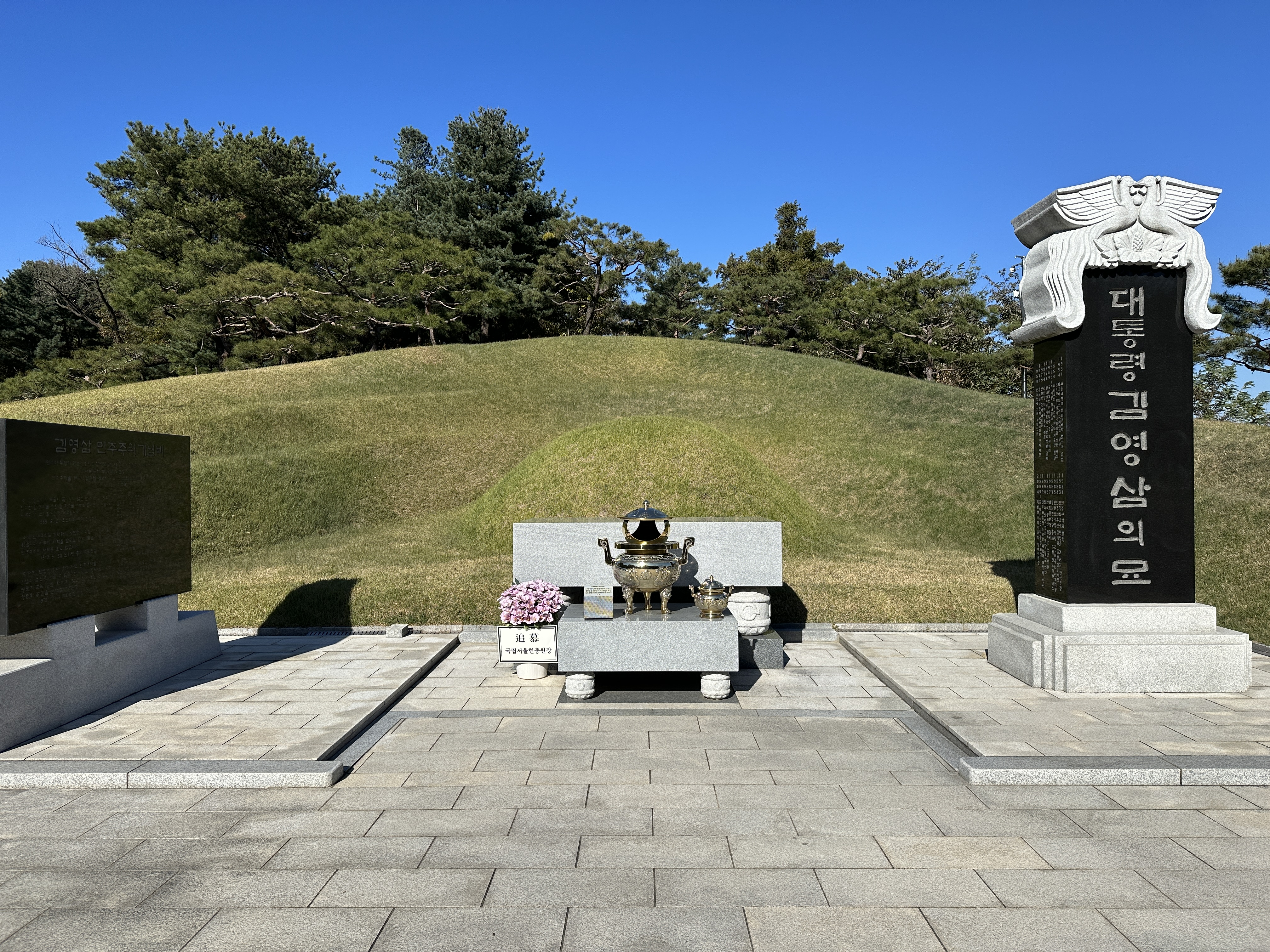
金泳三總統之墓
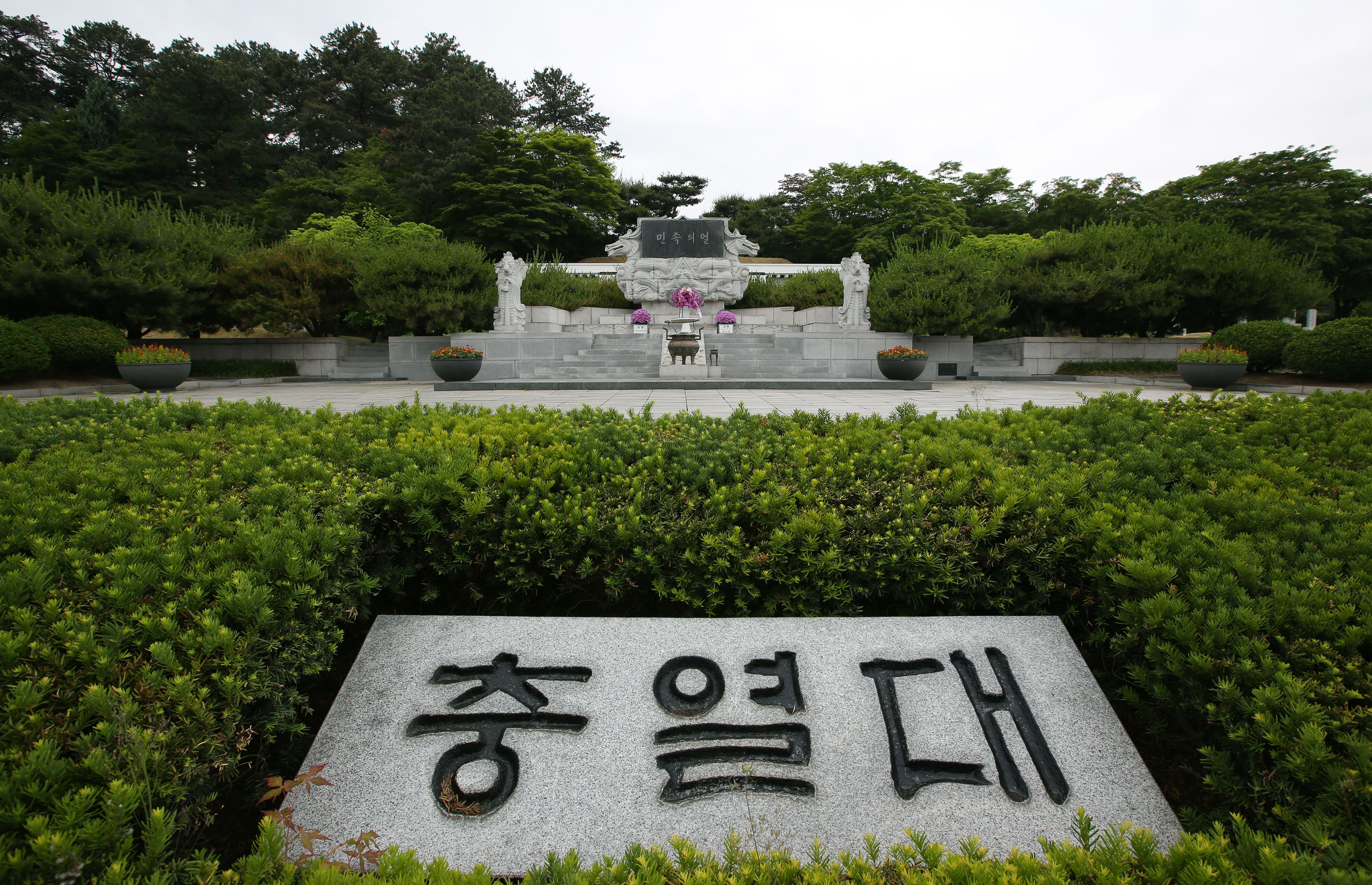
愛國者墓區忠烈臺
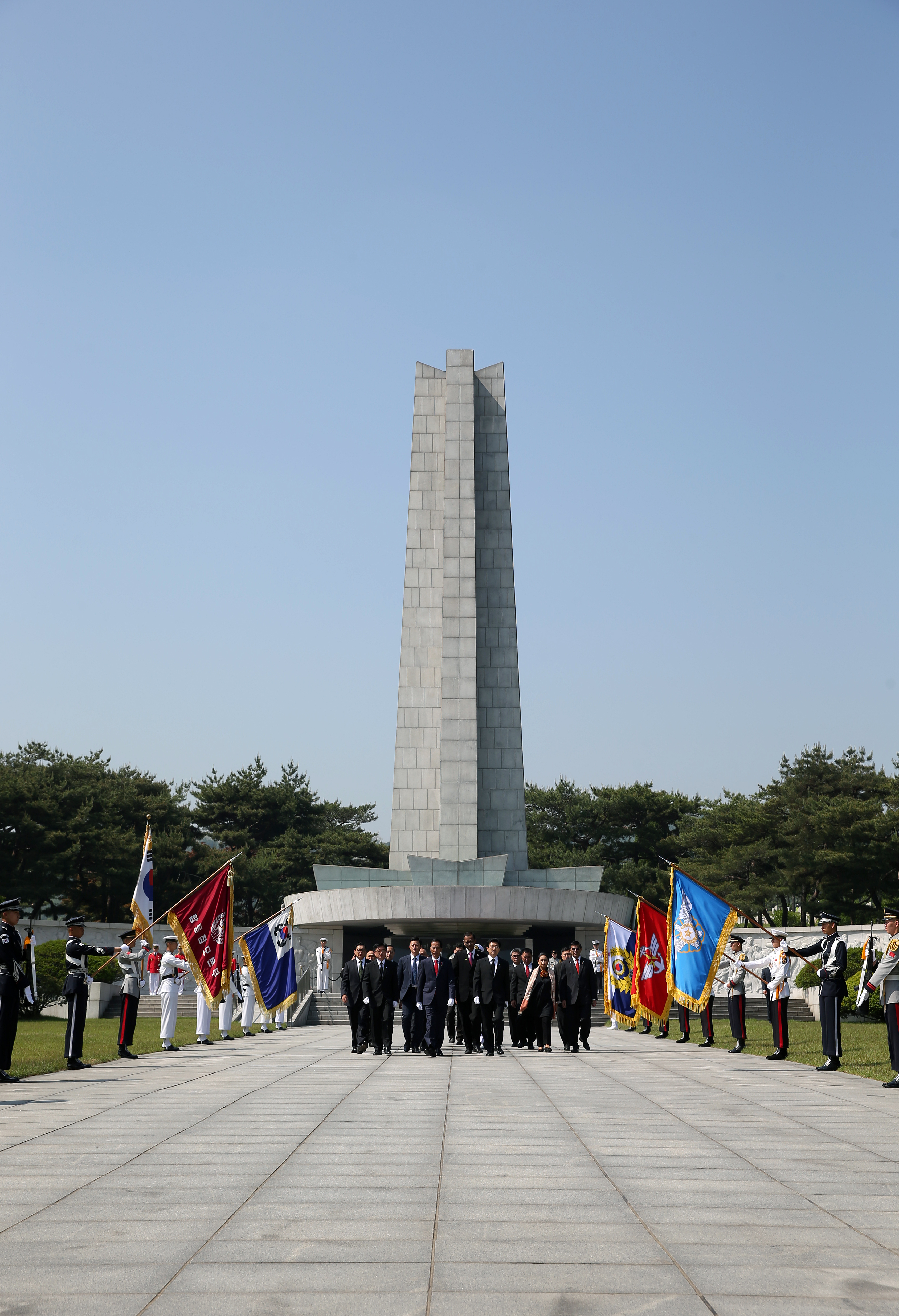
顯忠塔
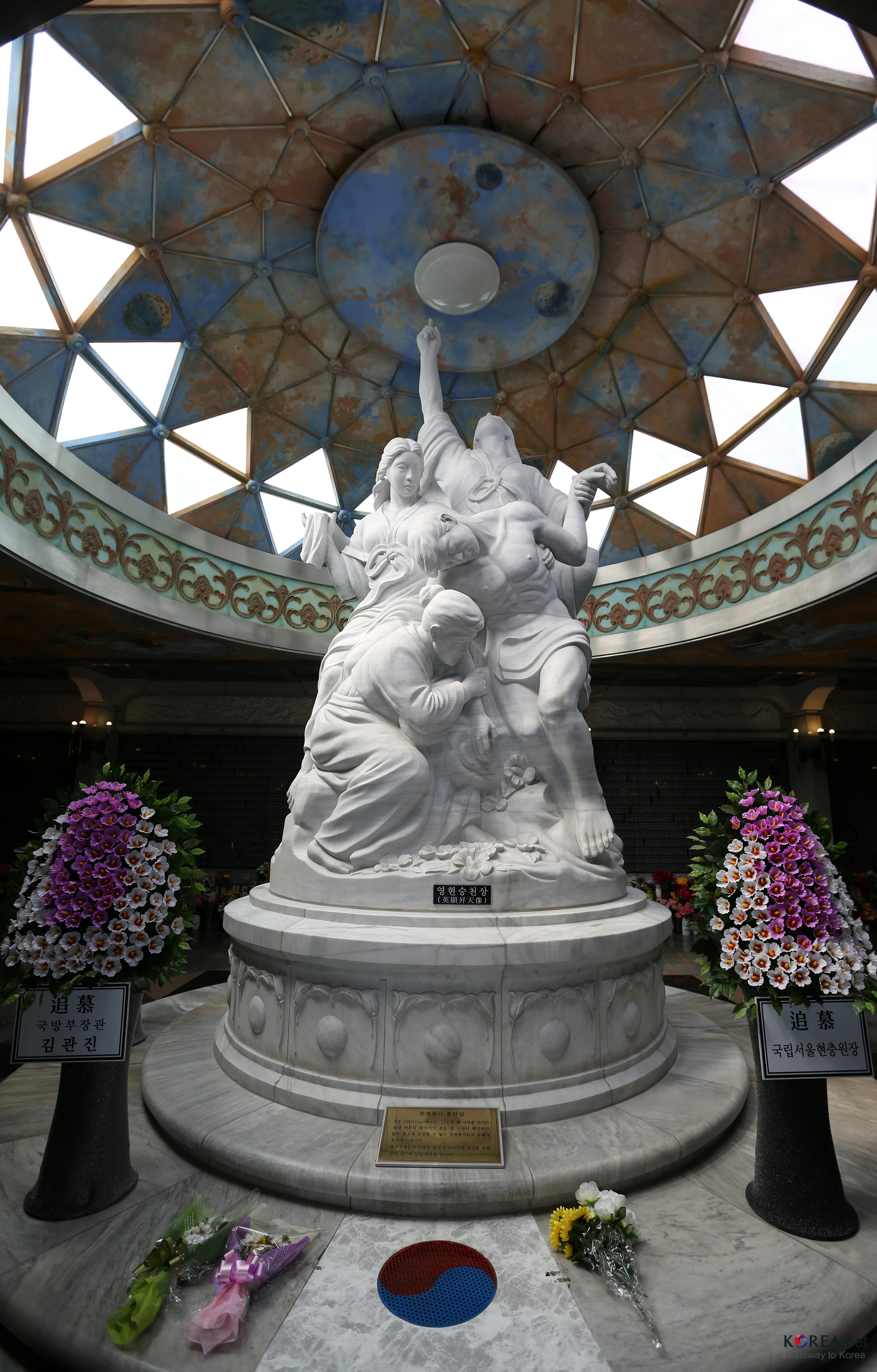
英顯昇天像
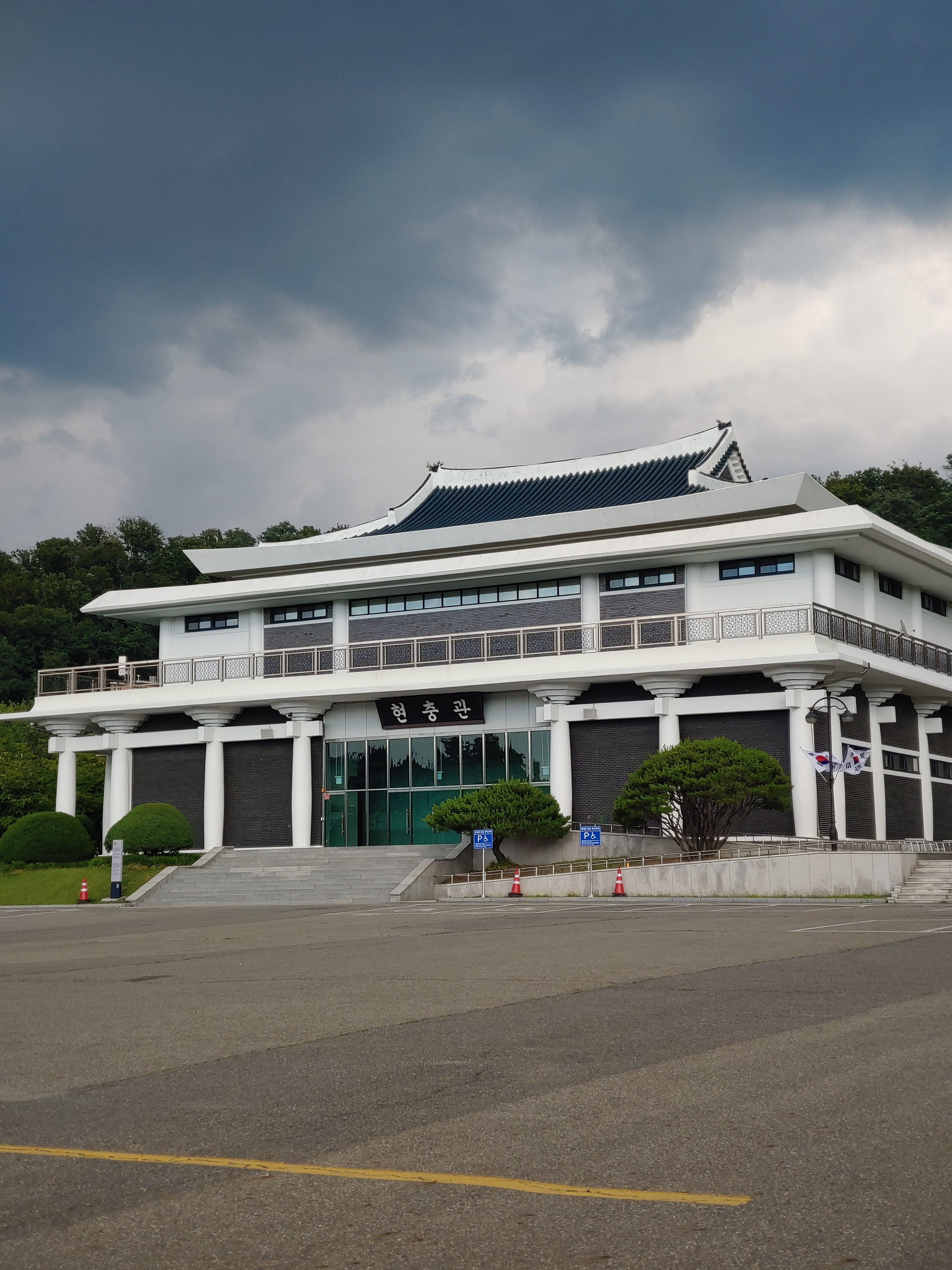
顯忠館
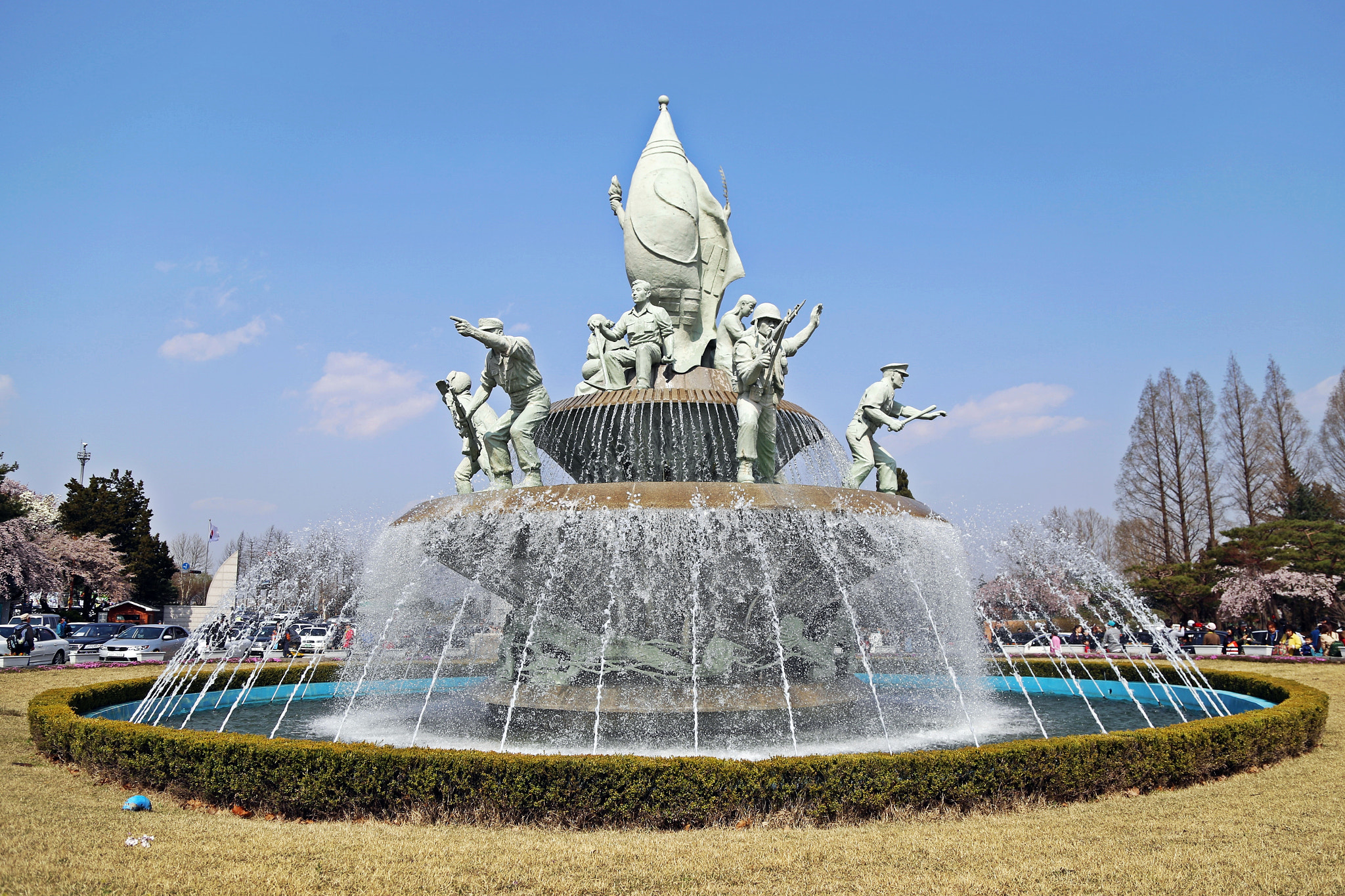
忠誠噴水池

## 关联条目
- 國立大田顯忠院
- 國立護國院（朝鲜语：국립호국원）
- 大韓民國國防部